# Eustachio Zanotti
 (juin 2025).
Eustachio Zanotti, né le 27 novembre 1709 à Bologne et mort le 15 mai 1782 dans la même ville, est un astronome italien, fils de Giampietro Zanotti.

## Biographie
Eustachio Zanotti naît à Bologne le 27 novembre 1709.  Après avoir achevé ses humanités sous les jésuites, il reçoit de son oncle des leçons de mathématiques, et apprend d'Eustachio Manfredi les éléments de l'astronomie. Il obtient, en 1738, la chaire de mécanique au gymnase de sa ville natale, refusant les offres avantageuses de l'Université de Padoue. Il remplace Manfredi dans la chaire d'astronomie, et est un des astronomes qui répètent en Europe les observations que Lacaille était allé faire au cap de Bonne-Espérance pour déterminer la parallaxe de la lune. En 1776, il se charge de procurer à la méridienne de la basilique San Petronio de Bologne les réparations dont elle avait besoin. L'année suivante, il succède à son oncle dans la place de président de l'Académie des sciences de l'institut de Bologne.  Il meurt à Bologne le 15 mai 1782. Il était membre correspondant des sociétés royales de Londres et de Berlin et de l'académie de Kassel.

## Ouvrages
Outre des Mémoires dans le recueil de l'institut de Bologne, et des observations sur les comètes de 1739, 1741, 1744 et 1769, on a de lui :
- Ephemerides motuum cœlestium ex anno 1751 ad ann. 1786, ad meridianum Bononiæ supputatæ, cum introductione et tabulis astronomicis Eustachii Manfredi, Bologne, 5 tomes en 3 volumes in-4° ;
- Trattato teorico-pratico di prospettiva, ibid., 1766, in-4° ;
- La meridiana del tempio di San Petronio rinuovata l'ann. 1776, etc. ibid., 1779, in-fol.